# 十段戦 (台湾)
友士杯十段戦（ゆうしはいじゅうだんせん、友士杯十段賽）は、台湾の囲碁の棋戦。2011年に創設。2007-08年には鈺徳杯十段戦（钰德盃十段赛）が行われた。

## 鈺徳杯十段戦
2007年に開始、2009年第3期途中で主催者都合により中止となった。
- 主催 中国囲棋会、応昌期囲棋教育基金会
- 協賛 鈺徳科技股份有限公司
- 優勝賞金 15万元

### 方式
- アマチュア予選勝抜き者4名を含む本予選の勝抜き者4名と、シード棋士4名の計8名によるトーナメント戦。準決勝は三番勝負、決勝戦は五番勝負。
- ルールは計点制ルール（応昌期ルール）。
- 持時間は各3時間。

### 歴代優勝者と決勝戦
（左が優勝者）
- 第1期 2007年 周俊勲 3-0 彭景華
- 第2期 2008年 秦士 3-1 周平強

## 友士杯十段戦
- 主催 中華職業囲棋協会
- 共催 (4期-)海峰棋院
- 協賛 友士股份有限公司
- 優勝賞金 (1-2期)30万元、(3-6期)50万元、(7期-)70万元

### 方式
- 出場者は中華職業囲棋協会会員及び準会員棋士。
- 第1期は10名のリーグ戦で上位2名による決勝三番勝負。2期以降は予選勝抜き者12名とシード4名の16名による敗者復活式トーナメント戦を行い、優勝者が前期十段位と挑戦手合を行う。挑戦手合は、1-5期は三番勝負、6期以降は五番勝負。
- ルールは第1-2期は中国ルール、第3期からは日本ルール。
- コミは6目半。
- 持時間は各2時間、決勝戦は各3時間。

### 歴代優勝者と挑戦手合
（左が優勝者）
- 第1期 2011年 周俊勲 2-0 余承叡（リーグ戦8勝1敗の同率2名による決勝戦）
- 第2期 2012年 周俊勲 2-0 陳詩淵
- 第3期 2013年 王元均 2-1 周俊勲
- 第4期 2014年 林君諺 2-0 王元均
- 第5期 2015年 蕭正浩 2-0 林君諺
- 第6期 2016年 蕭正浩 3-0 許皓鋐
- 第7期 2017年 王元均 3-2 蕭正浩
- 第8期 2018年 許皓鋐 3-1 王元均
- 第9期 2019年 許皓鋐 3-0 賴均輔
- 第10期 2020年 許皓鋐 3-1 林立祥
- 第11期 2021年 許皓鋐 3-0 林君諺
- 第12期 2022年 許皓鋐 3-1 陳祈睿
- 第13期 2023年 許皓鋐 3-0 陳祈睿
- 第14期 2024年 許皓鋐 3-1 賴均輔